# Парпиев, Нусрат Агзамович
Нусрат Агзамович Парпиев (14 сентября 1931, Ташкент — 27 июля 2021) — советский и узбекистанский химик,
профессор Национального университета Узбекистана, академик Академии наук Узбекистана.

## Биография
Окончил Среднеазиатский государственный университет в 1953 году и аспирантуру МГУ в 1956 году. Кандидат химических наук (1958), доктор химических наук (1974). Ректор Ташкентского химико-технологического института профессор Национального университета Узбекистана. Академик Академии наук Узбекистана (1995).

## Научная деятельность
Занимался неорганической химией, считается основателем научной школы «Химия сложных соединений» в Узбекистане.
Изучал комплексные соединения на основе цветных и редких металлов и органических веществ.